# Chris Whitten
Chris Whitten (Leeds, 26 marzo 1959) è un batterista e arrangiatore britannico.

## Biografia
Ha collaborato su disco e dal vivo con molti grandi nomi della musica leggera e rock, suonando tra gli altri con Paul McCartney, Mia Martini e Nino Buonocore.
In Italia (dove ha lavorato dal 1981 al 1985) è noto per aver suonato nel 1982 nell'album Titanic di Francesco De Gregori, collaborando anche agli arrangiamenti.
Come arrangiatore ha lavorato, tra gli altri, con Gianni Morandi nell'album Uno su mille.
Ha collaborato con la band britannica dei Dire Straits dal 1991 al 1992, come batterista nell'On Every Street World Tour.
Ha composto anche alcune colonne sonore per documentari.
Attualmente lavora con i The Beauty Room.

## I dischi in cui ha suonato Chris Whitten
- 1982: Titanic di Francesco De Gregori
- 1982: Yaya di Nino Buonocore
- 1982: Quante volte... ho contato le stelle di Mia Martini
- 1983: Nino in copertina di Nino Buonocore
- 1984: Nino Buonocore di Nino Buonocore
- 1985: Uno su mille di Gianni Morandi

(1982)" Cocciante" di Riccardo Cocciante